# Солидаридад (муниципалитет)
Солидарида́д (исп. Solidaridad) — муниципалитет в Мексике, штат Кинтана-Роо, с административным центром в городе Плая-дель-Кармен. Численность населения, по данным переписи 2020 года, составила 333 800 человек.

## Общие сведения
Своё название муниципалитет получил как признанный лидер в сфере социальной защиты всех народностей и поддержке уязвимых групп населения.
Площадь муниципалитета равна 2014,9 км², что составляет 4,5 % от площади штата, а наиболее высоко расположенное поселение Ушушуби, находится на высоте 30 метров.
Он граничит с другими муниципалитетами штата: на севере с Ласаро-Карденасом и Пуэрто-Морелосом, на востоке с Косумелем, на юге с Тулумом, на западе граничит со штатом Юкатан, а на востоке омывается водами Карибского моря.

## Учреждение и состав
Муниципалитет был сформирован 28 июля 1993 года из материковой части территории муниципалитета Косумель. 13 марта 2008 года от него был отделён и образован новый муниципалитет Тулум.
По данным 2020 года в его состав входит 136 населённых пунктов, самые крупные из которых:
| Код INEGI                  | Населённый пункт                                                                                  | Численность населения (2005 год) | Численность населения (2010 год) | Численность населения (2020 год) |
| -------------------------- | ------------------------------------------------------------------------------------------------- | -------------------------------- | -------------------------------- | -------------------------------- |
| 008                        | Всего                                                                                             | 135512                           | 159012                           | 333800                           |
| 0001                       | Плая-дель-Кармен (исп. Playa del Carmen) 20°37′41″ с. ш. 87°04′32″ з. д. (административный центр) | 100383                           | 149923                           | 304942                           |
| 0308                       | Пуэрто-Авентурас (исп. Puerto Aventuras) 20°30′46″ с. ш. 87°14′07″ з. д.                          | 1629                             | 5979                             | 22878                            |
| 0829                       | Нуэво-Нох-Бек (исп. Nuevo Noh-Bec) 20°44′09″ с. ш. 87°05′50″ з. д.                                | —                                | 2                                | 1774                             |
| 0572                       | Эль-Саусе (исп. El Sauce) 20°31′29″ с. ш. 87°13′12″ з. д.                                         | —                                | —                                | 523                              |
| 0950                       | Монте-Синахи (исп. Monte Sinahí) 20°31′10″ с. ш. 87°14′59″ з. д.                                  | —                                | —                                | 443                              |
| 0389                       | Карсель-Публика (исп. Cárcel Pública) 20°39′41″ с. ш. 87°08′30″ з. д.                             | 208                              | 314                              | 429                              |
| —                          | Прочие                                                                                            | 33292                            | 3092                             | 2811                             |
| Названия на карте Генштаба |                                                                                                   |                                  |                                  |                                  |

## Экономическая деятельность
По статистическим данным 2000 года, работоспособное население занято по секторам экономики в следующих пропорциях:
- сельское хозяйство, животноводство и рыбная ловля — 5,5 %;
- промышленность и строительство — 19 %;
- торговля, сферы услуг и туризма — 73,2 %;
- безработные — 2,3 %.

## Инфраструктура
По статистическим данным 2020 года, инфраструктура развита следующим образом:
- электрификация: 95,9 %;
- водоснабжение: 91,7 %;
- водоотведение: 96 %.

## Фотографии

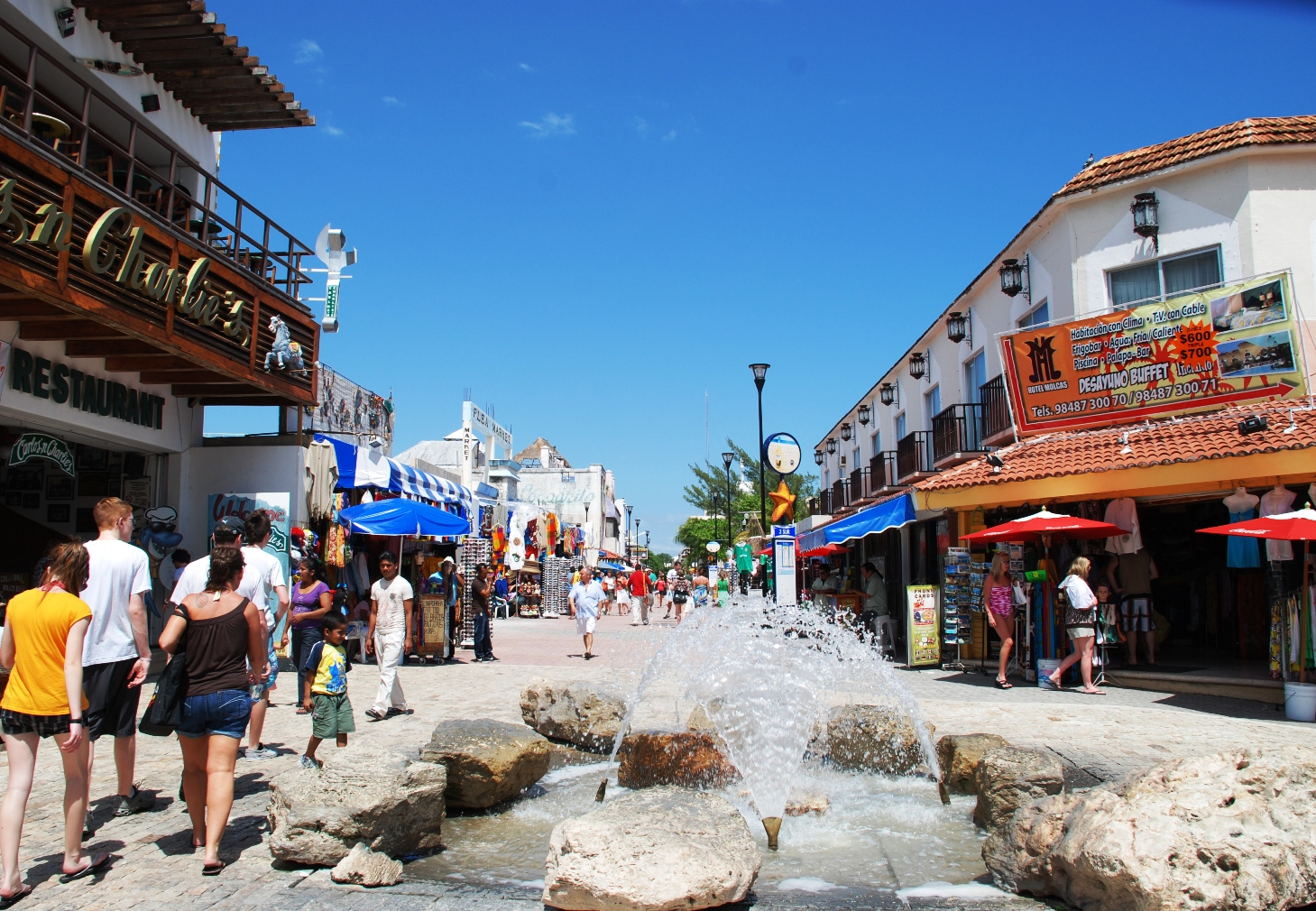
Туристический центр Плая-дель-Кармен
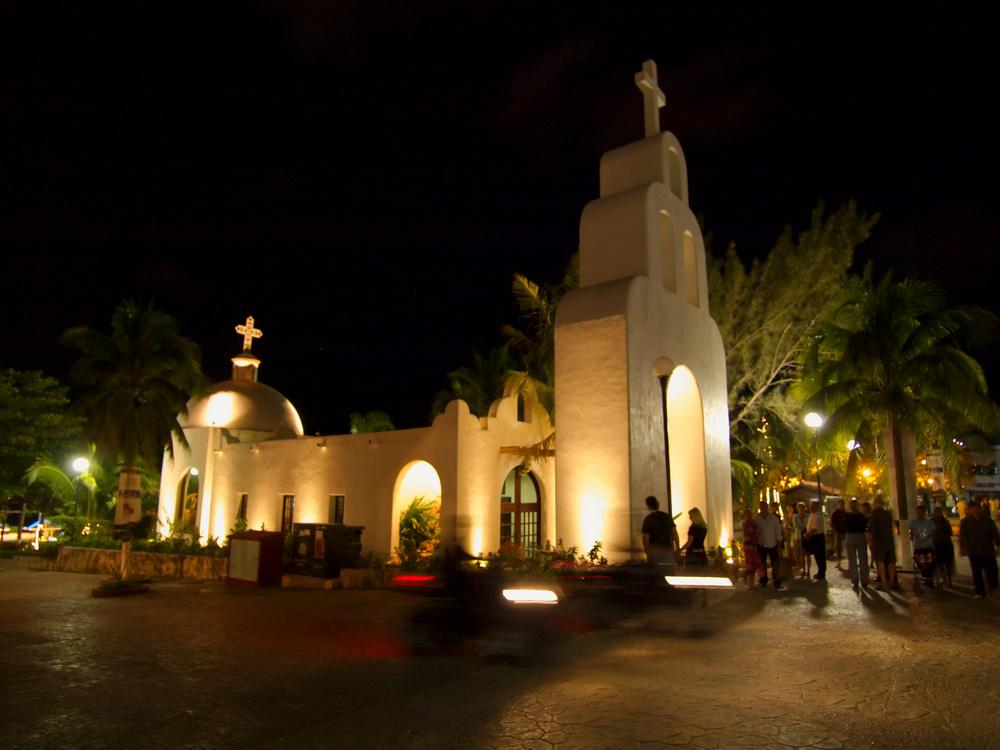
Церковь в Плая-дель-Кармене
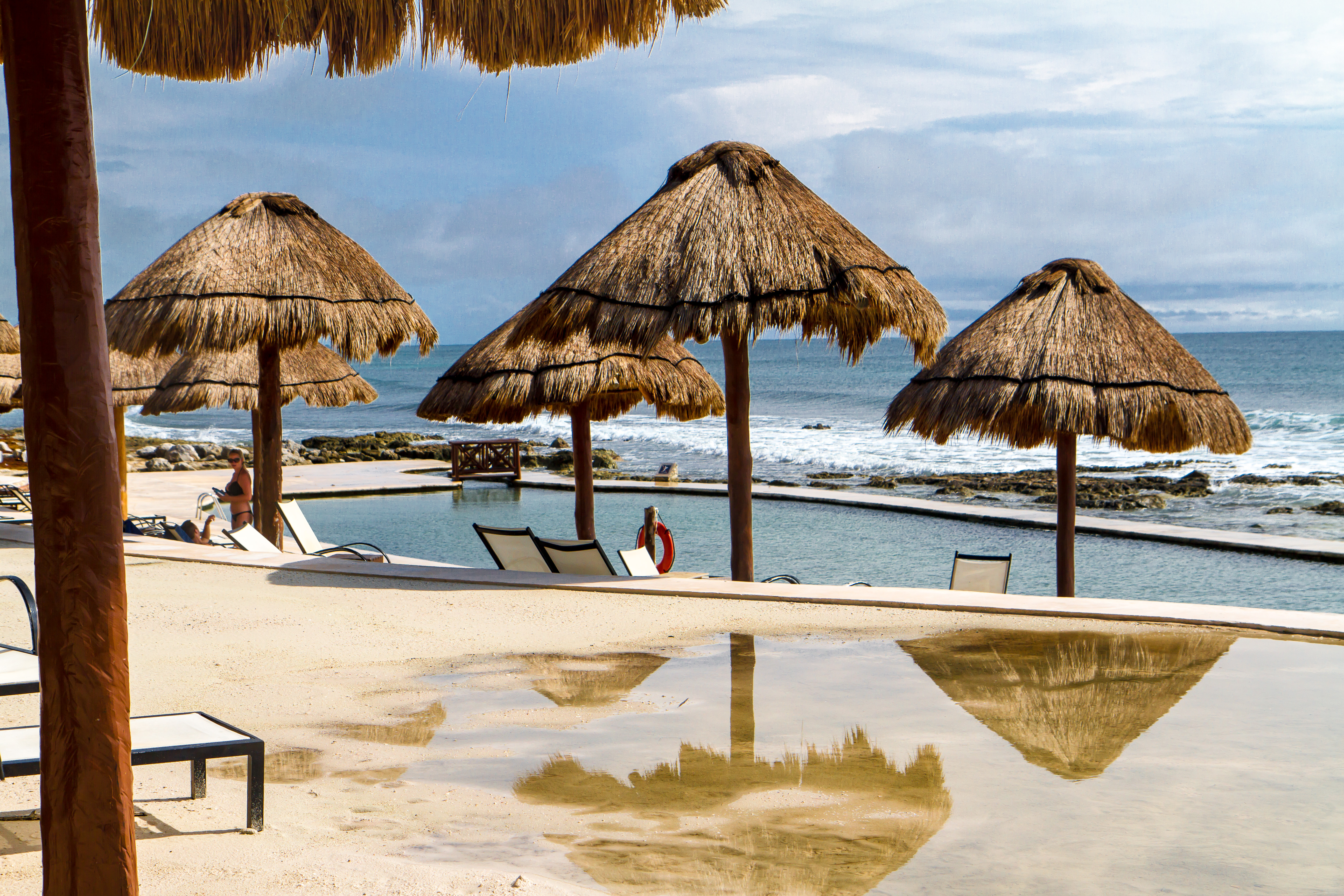
Пляжи Солидаридада
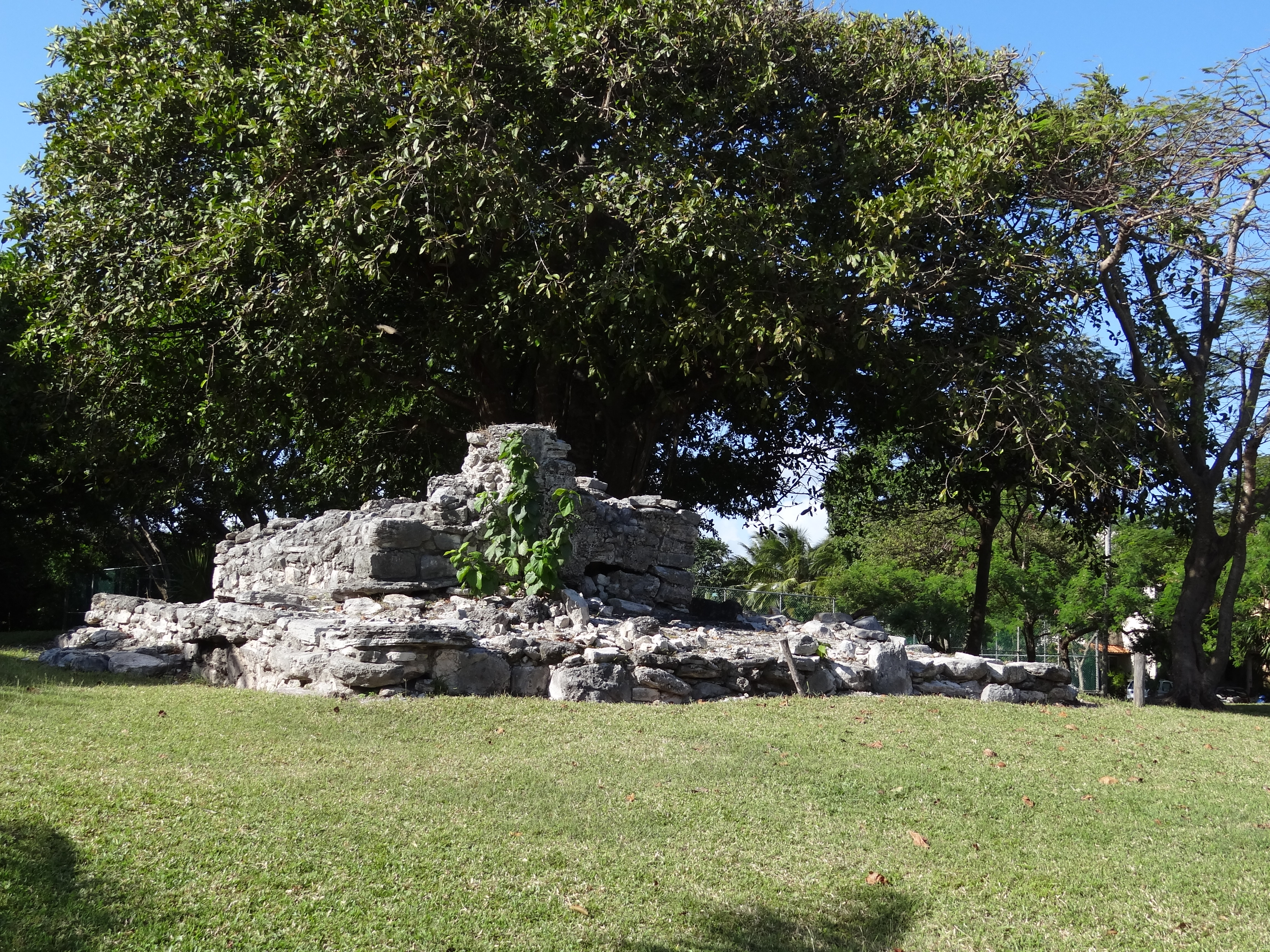
Археологическая зона Шаман-Ха
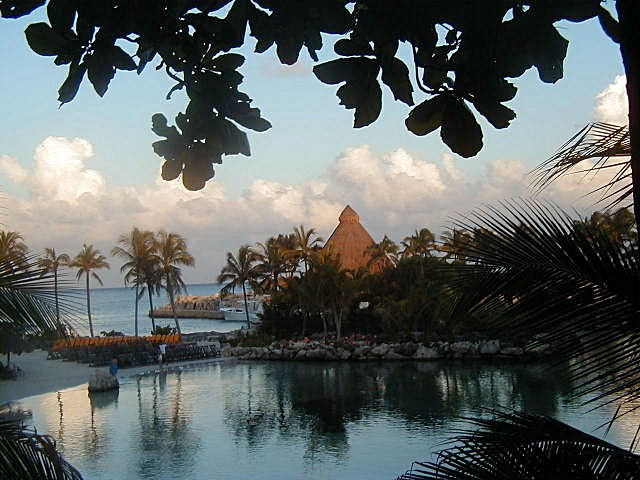
Парк Шкарет
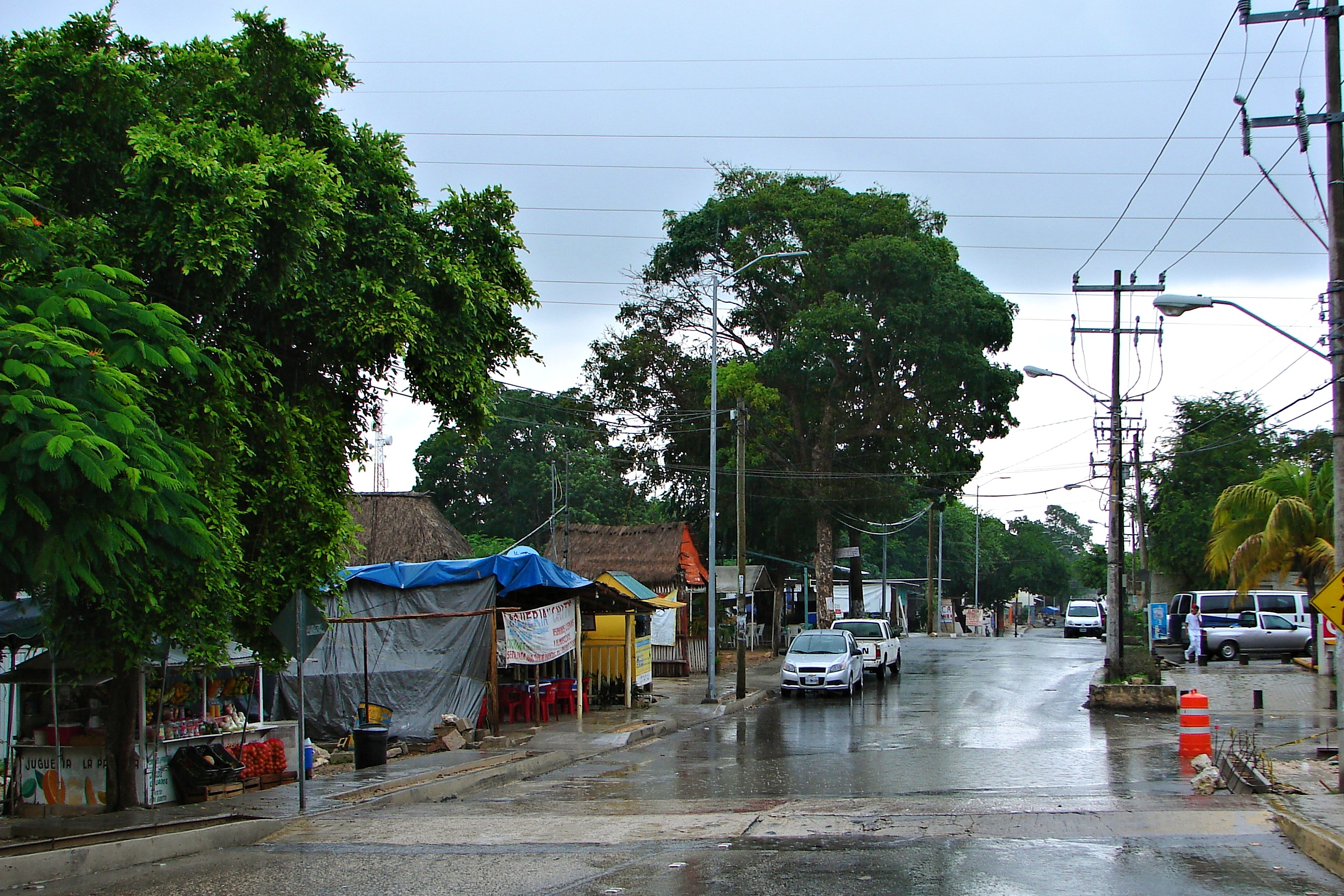
Пуэрто-Авентурас